# Giorgio Fornoni
Dominique Lapierre (Prefazione al libro Ai confini del mondo)»
Giorgio Fornoni (Ardesio, 5 ottobre 1946) è un giornalista italiano e reporter indipendente dal 1975.

## Biografia
Figlio di operai, dopo le scuole primarie dell'obbligo lavora come garzone di bottega presso la Cooperativa di consumo  di Ardesio, fino all'età di 18 anni, e successivamente come capetto.
A 23 anni frequenta le scuole serali, dopo il lavoro,  all'Istituto San Marco di Bergamo, e in soli due anni ottiene il diploma di ragioniere. Viene così assunto, come impiegato, presso il Consorzio Agrario di Bergamo, e contemporaneamente, si iscrive all'Università Cattolica di Milano alla facoltà di Economia e Commercio, ma che lascia dopo quattro anni, iscrivendosi alla facoltà di Lingue e letterature orientali all'Università Ca' Foscari di Venezia.
Nel gennaio 1976 apre lo Studio di commercialista, continuando a lavorare presso un'azienda privata dell'alta valle per un paio d'anni.
Interessato alle vestigia delle antiche civiltà, inizia a compiere viaggi e a produrre piccoli reportage fotografici. Sarà nel 1980, tra i primi italiani, dopo il presidente Sandro Pertini a entrare in Cina e a visitare il famoso esercito di statue in terracotta che il primo imperatore della Dinastia Qin aveva fatto costruire e deporre accanto alla sua tomba, a Xian.
Nel 2009 si candida come sindaco di Ardesio in una lista civica. vince le elezioni, ma un'incomprensione interna di una parte della sua lista con cinque dissidenti e altrettanti del partito di opposizione, che unitamente presentano le dimissioni, fanno mancare il numero legale e quindi decadere la giunta e il prosieguo dell'incarico commissionando il comune. 
Terminato il tempo di commissariamento il comune indice la nuova elezione, il 10 aprile 2012. Nella nuova lista, composta da molti giovani, si presenta come consigliere ottenendo i voti che valgono la vittoria del nuovo partito. 

Per motivi prettamente lavorativi, lascia questo incarico, riprendendo l'attività di video giornalista per Report.

### Il reporter
Nell'agosto del 1982 mentre si trova in volo da Nuova Delhi a Amritsar, in India, è coinvolto in un dirottamento aereo, sarà questo uno dei motivi a dare il via alla sua vita di reporter indipendente, per portarlo a visitare zone di guerra e di gravi inquinamenti ambientali nei posti più remoti del mondo dandone testimonianza in filmati e interviste.
Inizia una collaborazione con il mensile L'apostolo di Maria, dove pubblica qualche suo documento. Fondamentali si rivelano per lui l'aiuto e la presenza dei missionari monfortani, che diventano il suo principale lasciapassare e referente durante i suoi viaggi e i suoi reportage nei paesi più abbandonati e poveri. Durante la guerra in Bosnia, convince i Caschi Blu a rilasciargli un pass recante la scritta ‘PRESS’ Unpf (United Nations Peace Forces) come inviato speciale, e accanto alla voce News agency viene riportato l'esatto nome del mensile monfortano.
Nel 2005, come riconoscimento per i lavori realizzati fino ad allora, ottiene il tesserino di giornalista.
Nel 1999 Milena Gabanelli gli dedica una puntata di Report, intitolata L'altra faccia del giornalismo. La collaborazione con la giornalista, proseguirà anche negli anni successivi
Il 4 novembre 2017, presso l'auditorium di Bergamo, si è svolto un incontro pubblico, dove Milena Gabanelli ha voluto omaggiare il reporter per tutto il lavoro svolto nella sua carriera, puntualizzandone la intuitiva capacità di raccontare sempre l'uomo nella sua parte più intima.
Nel novembre del 2019 ha ricevuto il Premio giornalistico Maria Grazia Cutuli che dal 2003 premia la categoria dell'inviato speciale della carta stampata, radio e della televisione.
Nel 2024 pubblica il libro Putistan dove raccoglie alcune delle sue esperienze come reporter con un approfondimento e un'attenzione particolare alla storia della Russia, e della Cecenia perché l'approfondimento della storia passata è il solo percorso che aiuta a comprendere gli eventi che si evolvono e portano a creare la nuova storia. Il lavoro è stato inserito tra i finalisti del premio Premio Estense del 2024.

## Documenti e interviste

### Reportage (selezione)
- 1993 - Documenta i brogli elettorali in Angola. Con intervista a Jonas Savimbi, capo dell'Unità, che verrà ucciso il 22 febbraio 2002 durante una battaglia
- 1996 - Afghanistan: Passaggio da Kabul, in mano ai talebani fino Jabal os Saraj roccaforte degli anti-talebani. Testimone di una battaglia che porterà ad un'ulteriore avanzata del fronte talebano.
- 1994 - Cambogia, Phnom Penh: testimonianza di un genocidio compiuto da Pol Pot e dai khmer rossi
- 1994 - Perù e la via della coca, un viaggio tra le coltivazioni e i narcotraffici.
- 1996 - Liberia: una giornata tra le bande di bambini soldato del Generale Johnson e del Generale Charles Taylor.
- 1998 - Himalaya la spedizione dove perde un compagno di viaggio Andreino Pasini[14]
- 2000 2003 - Cecenia, Groznyj di sole donne, distrutta e l'intervista ad Anna Politkovskaja, l'unica intervista rilasciata a un giornalista italiano.[15] Visita i campi di lavoro e di reclusione nella regione di Kolyma, sulle isole Solovki documentando la vita e la reclusione di migliaia di uomini russi, ma anche di altre nazionalità, campi che rimasero aperti fino alla morte di Stalin. Ha visitato e documentato la grave situazione dei sommergibili a testata nucleare presenti a Murmansk, che vengono smantellati e i rifiuti radioattivi vengono inviati nelle città chiuse come Majak dove nel 1957 c'era stato il grave Incidente di Kyštym.[16]
- 2005 - Lungo documento sulla pena di morte nei diversi stati del mondo, non sempre dichiarata. Nel carcere di Huntsville presenza all'esecuzione letale di Richard Cartwright.
- 2008 - Congo le sue ricchezze nella miseria del suo popolo.
- 2016 - Groenlandia documentario - Groenlandia, il pianeta bianco, il documento testimonia la vita nella zona abitata più a nord del mondo, ospite dello scrittore Robert Peroni. Il documento è stato trasmesso in Geo&Geo[17].
- 2018 San Francesco del Deserto - reportage realizzato in occasione degli ottocento anni dalla venuta di san Francesco sull'isola con la fondazione del convento[18].

### Interviste (selezione)
- 1999 Dalai Lama[19]
- 1994 Rigoberta Menchù
- 2003 Abbé Pierre
- 2007 Gregory Pomeranc sopravvissuto ai gulag stalinisti con Solzenicyn e Salamov
- 2009 George Coyne direttore della Specola Vaticana dal 1978 al 2006
- 2009 Victor Ben Ebikabowei detto 'Boylkoaf' guerrigliero Mend in Nigeria
- 2008 Laurent Nkunda Cmdp per la difesa del popolo in Congo
- 2023 Enzo Bianchi monaco fondatore della comunità di Bose, intervistato per il mensile Araberara.[20]

## Pubblicazioni

### Libri
- Ai confini del mondo - Il viaggio, le inchieste, la vita di un reporter non comune. Prefazione di Dominique Lapierre, postfazione di Valerio Massimo Manfredi, 2010.[21]
- Putinstan Come la Russia è diventata uno stato canaglia, Chiarelettere, 2024, ISBN 9788832966220.
- Paolo Barnard (a cura di), Viaggio nel calvario ceceno, in Perché ci odiano, Bur, 2006, ISBN 88-17-01064-2.

### Altro
Ha realizzato un documentario su don Francesco Brignoli, Ol pret di Bà.
- Documentario su Il Monte Secco, La leggenda dell'argento
- Collaborazione con Mauro Corona, completando con un filmato la pubblicazione del libro Confessioni ultime edito da Chiare Lettere nel 2014.
- Documentario su dom Agostino Zanoni monaco benedettino e scienziato.
- Documentario sugli avvenimenti che hanno colpito Valzurio e personaggi ardesiani e dell'alta val Seriana dopo l'occupazione nazista.
- Umberto Romano-immagini e foto di Giorgio Fornoni, introduzione Sandro Curzi, SAHARAWI Memorie di Liberta: Tra storia e immagini, Independently published, 2023, ISBN 979-8852302274.
- Collaborazione con la rivista “Mediterraneo Dossier” fondata da Gino Girolomoni nel 1996.
- Curatore della rubrica “Eppur si Muove” della rivista quadrimestrale «QV Quaderni Valtellinesi» fondata nel 1981.

## Premi
- 2019 - Premio giornalistico Maria Grazia Cutuli categoria dell'inviato speciale della carta stampata, radio e della televisione.[22]
- 2024 - Premio Letterario Internazionale Casinò di Sanremo, 2º classificato sezione Saggistica per Putistan[23]